# Монте (Кампобасо)
Монте је насеље у Италији у округу Кампобасо, региону Молизе.
Према процени из 2011. у насељу је живело 65 становника. Насеље се налази на надморској висини од 686 м.